# Ryszard Drągowski
Ryszard Jan Drągowski ps. Ryszard II (ur. 27 marca 1920 w Warszawie, zm. 27 lipca 2009 w Zakopanem) – polski działacz turystyczny i ratownik górski, żołnierz Armii Krajowej, powstaniec warszawski.

## Życiorys
Syn Stanisława i Stanisławy z domu Korbin. Podczas II wojny światowej, w 1943 roku Ryszard Drągowski wstąpił do Armii Krajowej. Walczył w powstaniu warszawskim 1944 roku jako starszy strzelec w szeregach 2 kompanii 3 batalionu pancernego AK (batalion „Golski”). Walczył w Śródmieściu Południowym, a po upadku powstania był więziony w Stalagu X B w Sandbostel.
Po powrocie do Polski kontynuował sięgającą 1937 roku pasję turystyczną i wspinaczkową. W 1946 roku zamieszkał w Zakopanem. W latach 1954–1969 oraz 1972–1973 był kierownikiem schroniska PTTK „Murowaniec” na Hali Gąsienicowej. W 1958 roku został ratownikiem górskim, zaś w 1962 roku otrzymał uprawnienia instruktora narciarskiego. W latach 1969–1972 był naczelnikiem Grupy Tatrzańskiej GOPR. Następnie, w latach 1974–1980 prezesował zakopiańskiemu Oddziałowi PTTK, w 1977 roku uzyskując uprawnienia przewodnika tatrzańskiego.

W uznaniu zasług otrzymał tytuł Honorowego Prezesa Oddziału PTTK w Zakopanem oraz Klubu Sekcji Narciarskiej PTT. Był też wielokrotnie odznaczany: Krzyżem Kawalerskim Orderu Odrodzenia Polski, Krzyżem Armii Krajowej, Warszawskim Krzyżem Powstańczym, złotą i srebrną odznaką GOPR oraz złotą odznaką PTTK. W 2009 roku odebrał Nagrodę Burmistrza Miasta Zakopane.
Został pochowany na Nowym Cmentarzu w Zakopanem (kw. H2-3-8).

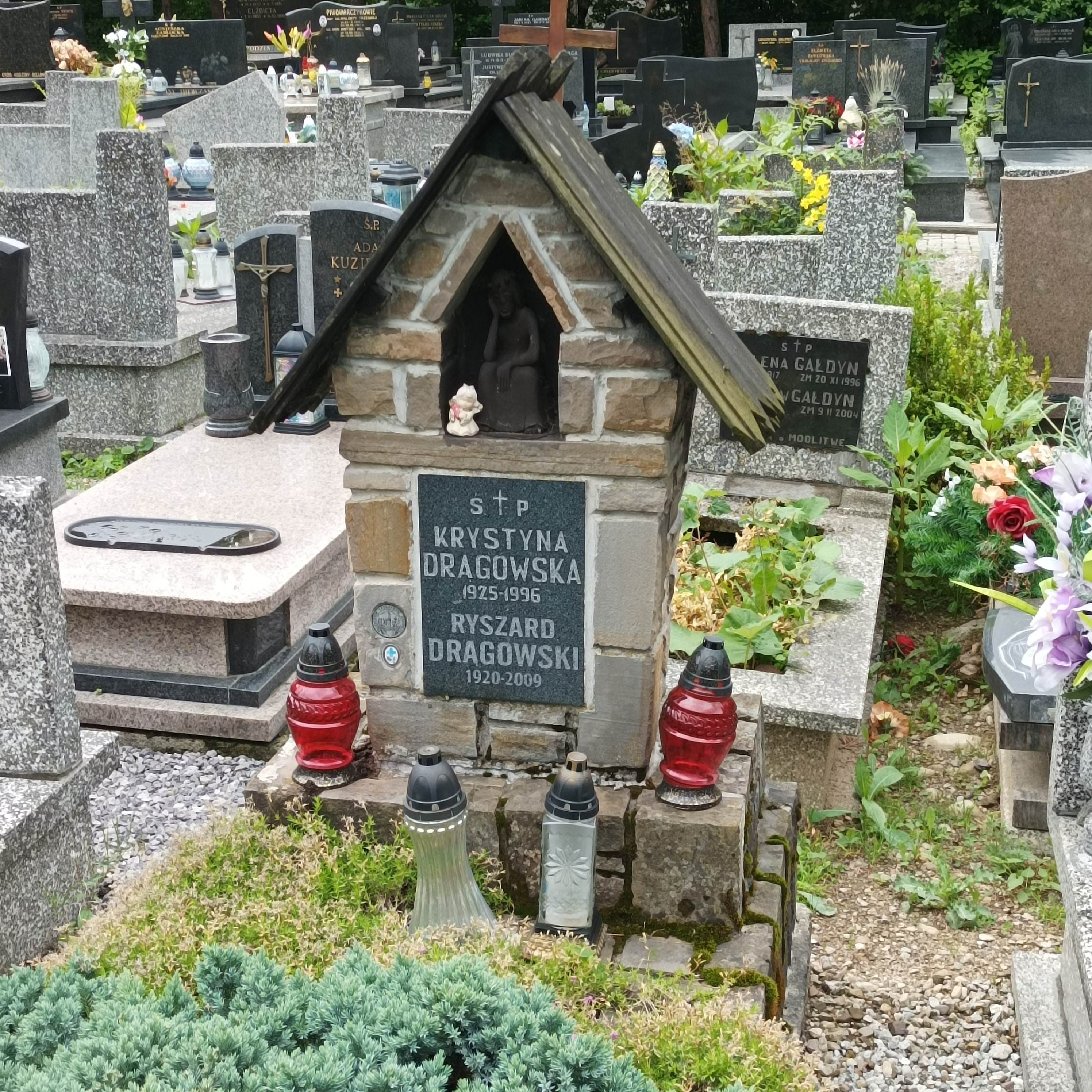
Grób Ryszarda Drągowskiego na Nowym Cmentarzu w Zakopanem